# Medford, Wisconsin
Medford là một thành phố thuộc quận Taylor, tiểu bang Wisconsin, Hoa Kỳ. Năm 2000, dân số của thành phố này là 4350 người.